# Wambrechies
Wambrechies [wɑ̃bʁəʃi] est une commune française située dans le département du Nord, en région Hauts-de-France. Elle fait partie de la Métropole européenne de Lille.

## Géographie

Représentations cartographiques de la commune
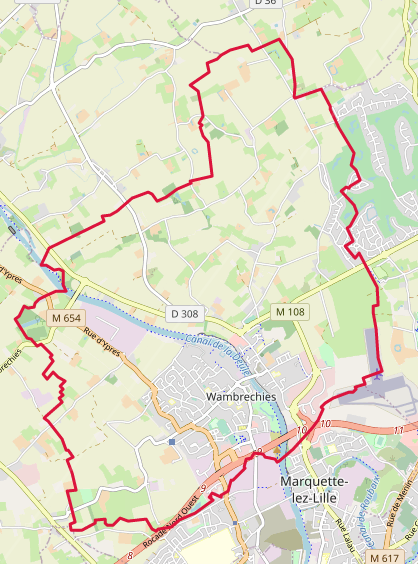
Carte OpenStreetMap.
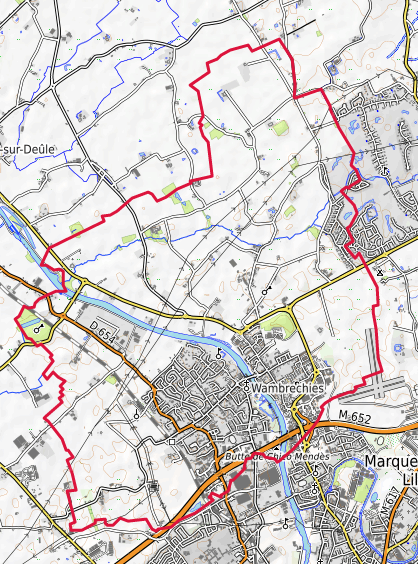
Carte topographique.

### Localisation
Wambrechies fait partie de l'agglomération lilloise. Elle est située à 7 km au nord de Lille. La ville est parcourue par le cours de la Deûle, rivière canalisée.

### Communes limitrophes
Les communes limitrophes sont  Bondues, Linselles, Marquette-lez-Lille, Quesnoy-sur-Deûle, Saint-André-lez-Lille et Verlinghem.
| Quesnoy-sur-Deûle     | Linselles           |         |
| Verlinghem            | Wambrechies         | Bondues |
| Saint-André-lez-Lille | Marquette-lez-Lille |         |

### Hydrographie

#### Réseau hydrographique

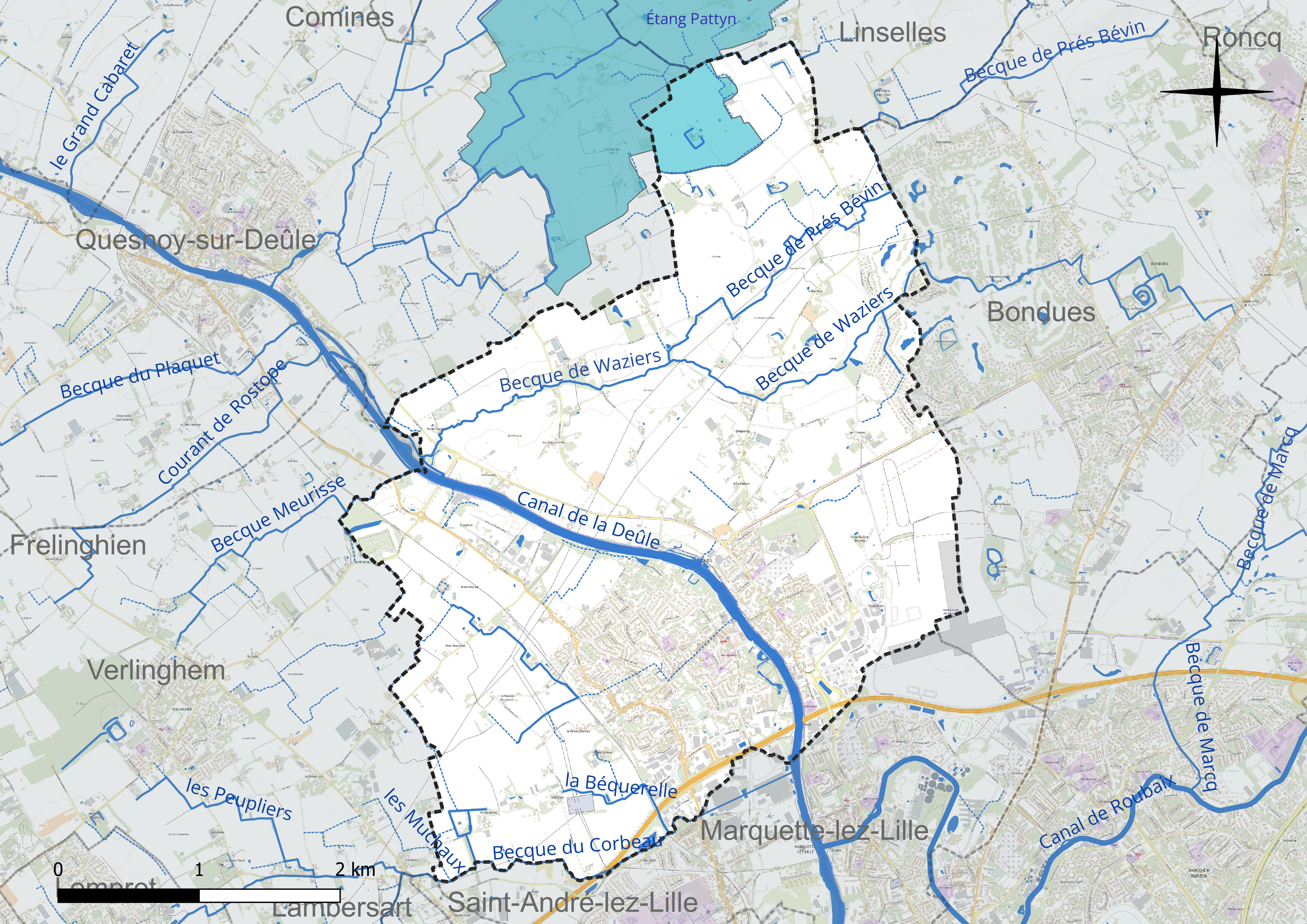
Réseau hydrographique de Wambrechies.

La commune est située dans le bassin Artois-Picardie. Elle est drainée par le canal de la Deûle, la Becque de Waziers, la Becque du Corbeau, la Becque de prés bévin, la Becque Meurisse, la Béquerelle, la Ferme de la Vigne et divers autres petits cours d'eau,.
Le canal de la Deûle est un canal, chenal navigable, d'une longueur de 59 km, prend sa source dans la commune de Douai et se jette  dans la Lys à Deûlémont, après avoir traversé 40 communes. Les caractéristiques hydrologiques du canal de la Deûle sont données par la station hydrologique située sur la commune. Le débit moyen mensuel est de 8,05 m3/s. Le débit moyen journalier maximum est de 74,813 octobre 2 022 144 m3/s, atteint le 20 mai 2008.

#### Gestion et qualité des eaux
Le territoire communal est couvert par le schéma d'aménagement et de gestion des eaux (SAGE) « Marque Deûle ». Ce document de planification concerne un territoire de 1 120 km2 de superficie, délimité par les bassins versants de la Marque et de la Deûle, formant une vaste cuvette sédimentaire de 40 km de long et de 25 km de large, où la pente est très faible. Le périmètre a été arrêté le 2 décembre 2005 et le SAGE proprement dit a été approuvé le 9 mars 2020. La structure porteuse de l'élaboration et de la mise en œuvre est la Métropole européenne de Lille.
La qualité des cours d'eau peut être consultée sur un site dédié géré par les agences de l'eau et l'Agence française pour la biodiversité.

### Climat
Pour des articles plus généraux, voir Climat des Hauts-de-France et Climat du Nord.
En 2010, le climat de la commune est de type climat océanique dégradé des plaines du Centre et du Nord, selon une étude du CNRS s'appuyant sur une série de données couvrant la période 1971-2000. En 2020, Météo-France publie une typologie des climats de la France métropolitaine dans laquelle la commune est exposée à un climat océanique et est dans la région climatique  Nord-est du bassin Parisien, caractérisée par un ensoleillement médiocre, une pluviométrie moyenne régulièrement répartie au cours de l'année et un hiver froid (3 °C).
Pour la période 1971-2000, la température annuelle moyenne est de 10,7 °C, avec une amplitude thermique annuelle de 14,2 °C. Le cumul annuel moyen de précipitations est de 678 mm, avec 11,9 jours de précipitations en janvier et 9,3 jours en juillet. Pour la période 1991-2020, la température moyenne annuelle observée sur la station météorologique la plus proche, située sur la commune de Lesquin à 11 km à vol d'oiseau, est de 11,3 °C et le cumul annuel moyen de précipitations est de 740,0 mm,. Pour l'avenir, les paramètres climatiques de la commune estimés pour 2050 selon différents scénarios d'émission de gaz à effet de serre sont consultables sur un site dédié publié par Météo-France en novembre 2022.

## Urbanisme

### Typologie
Au 1er janvier 2024, Wambrechies est catégorisée grand centre urbain, selon la nouvelle grille communale de densité à sept niveaux définie par l'Insee en 2022.
Elle appartient à l'unité urbaine de Lille (partie française), une agglomération internationale regroupant 60  communes, dont elle est une commune de la banlieue,,. Par ailleurs la commune fait partie de l'aire d'attraction de Lille (partie française), dont elle est une commune du pôle principal,. Cette aire, qui regroupe 201 communes, est catégorisée dans les aires de 700 000 habitants ou plus (hors Paris),.

### Occupation des sols

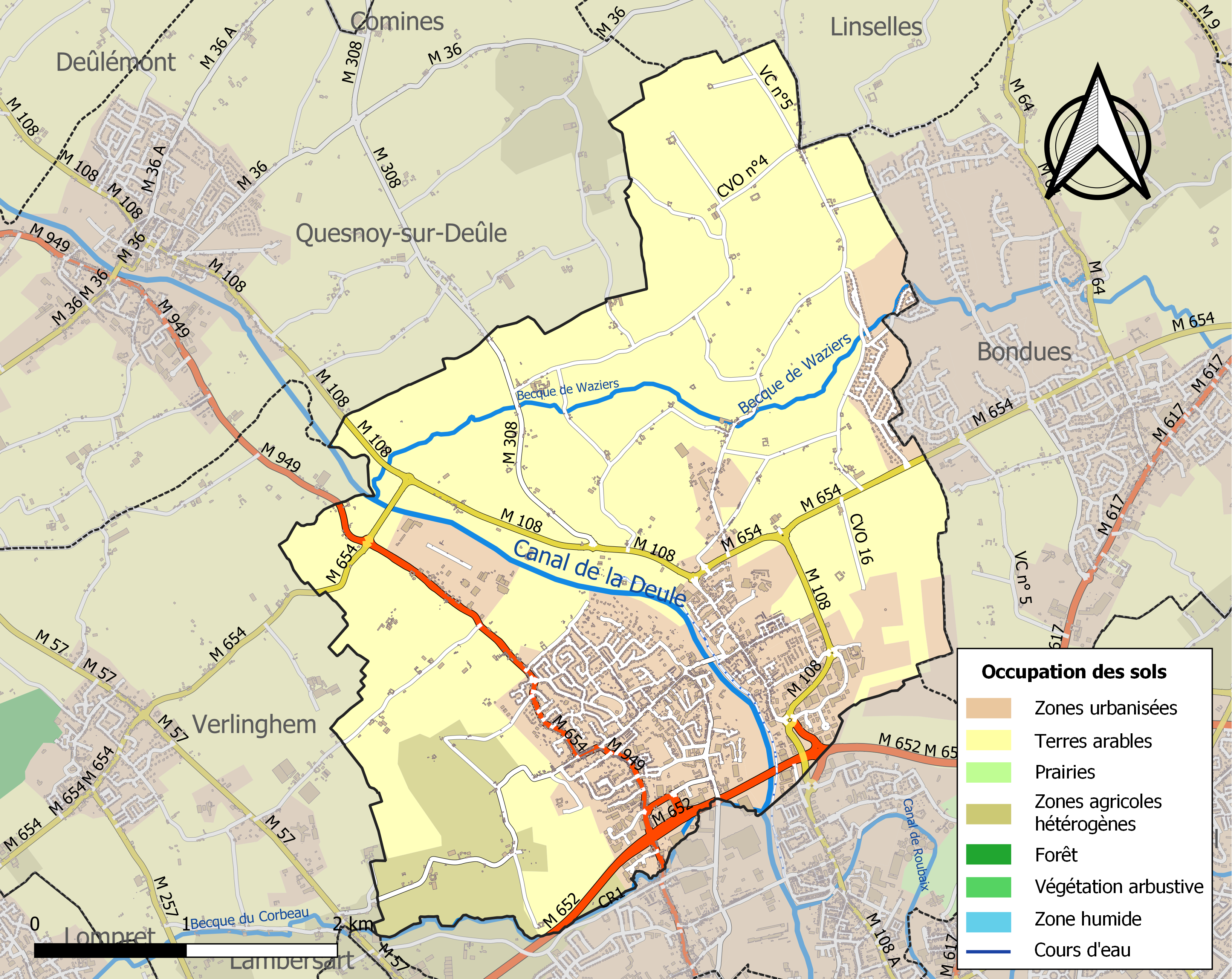
Carte des infrastructures et de l'occupation des sols de la commune en 2018 (CLC).

L'occupation des sols de la commune, telle qu'elle ressort de la base de données européenne d'occupation biophysique des sols Corine Land Cover (CLC), est marquée par l'importance des territoires agricoles (72,3 % en 2018), en diminution par rapport à 1990 (81,3 %). La répartition détaillée en 2018 est la suivante : 
terres arables (65,5 %), zones urbanisées (17,6 %), zones industrielles ou commerciales et réseaux de communication (8,1 %), zones agricoles hétérogènes (6,9 %), espaces verts artificialisés, non agricoles (2 %). L'évolution de l'occupation des sols de la commune et de ses infrastructures peut être observée sur les différentes représentations cartographiques du territoire : la carte de Cassini (XVIIIe siècle), la carte d'état-major (1820-1866) et les cartes ou photos aériennes de l'IGN pour la période actuelle (1950 à aujourd'hui).

### Voies de communication et transports
La gare de Wambrechies était desservie par des TER Hauts-de-France effectuant des liaisons entre les gares de Lille-Flandres et de Comines. La desserte ferroviaire est remplacée par des autocars depuis la fermeture de la ligne.
La commune est desservie, en 2023, par les Lianes 1 et 90, les lignes 88, 902, 903, 907, 908, 909 et 923 du réseau Ilévia.

## Toponymie
Wemmersijs en flamand.
Wenebercis (1105-13), Wenesberchies (1144), Wenebrechies (1174), Wenebrecies (1211), Waneberchies (1236).

## Histoire

### Avant la Révolution française

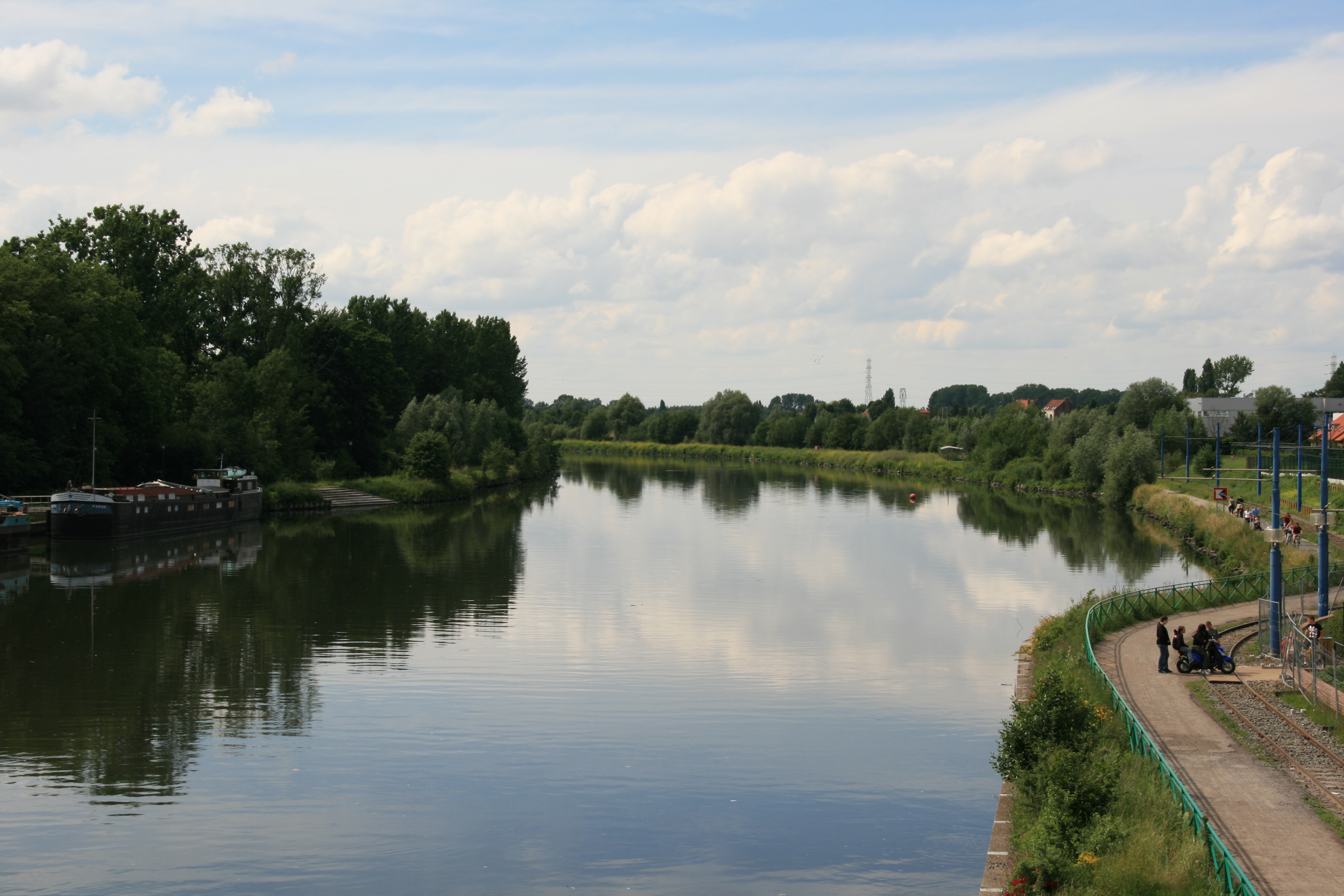
La Deûle, vue depuis le pont de la rue de la distillerie.

À l'origine et jusqu'au XIVe siècle environ, le nom s'écrit Wenesbrechies. L'existence d'une paroisse y est attestée dès le VIe siècle, mais la cité de Wambrechies est mentionnée pour la première fois en 1110, dans l'acte de donation de l'autel au chapitre de la collégiale Saint-Pierre de Lille par l'évêque de Tournai. Le premier document qui cite le nom de Wambrechies sous sa forme actuelle date de 1287 (document émanant de l'abbaye de Marquette). Wambrechies était renommée, du temps de Buzelin, par ses belles eaux et ses gras pâturages. Ce bourg appartenait en partie au marquis de Haynin ; il fut brûlé dans les troubles de Flandre, au début du XVIIe siècle. À la fin du siècle suivant, diverses industries font leur apparition notamment dans le textile (filature de lin, corderie, fabrique de bleu de Prusse) mais aussi dans l'agroalimentaire (fabrique d'huile, de vinaigre, de fécule, de chicorée, de genièvre, de bière).
Avant la Révolution française, Wambrechies était le siège d'une seigneurie principale et de seigneuries secondaires : 
En tant que seigneurs de Wambrechies, on trouve successivement :
- aux XIIe et XIIIe siècles, la famille de Wambrechies ;
- au XIVe siècle, la famille de Leuringhien ;
- en 1422, achetée par Jeanne de la Tannerie, elle épouse Robert le Courtrisien, prévôt de Lille en 1416, cité parmi les chevaliers trésoriers de la cour amoureuse de France installée sous forme de cour de justice en 1415, peu avant le désastre d'Azincourt[24]. Tous deux décédés à Ypres la nuit du 28 avril 1423 sont inhumés en l'église de Wambrechies.

Catherine de la Tannerie, sa sœur cadette, en héritant, vient donc son époux, Jean du Metz ; ce sont leurs enfants qui ont pris le nom de Croix : ainsi leur succède leur fils cadet Bauduin de Croix, écuyer, seigneur de Wambrechies en 1478, époux de Marguerite de Bosquiel, dame de Lesquin, puis le fils aîné de celui-ci, Gérard de Croix, seigneur dudit lieu ; il est l'époux d'Adrienne van der Grach, qui lui donne plusieurs enfants dont Daniel qui leur succèdera. Mais avec sa sœur Claire, ils seront les derniers de cette Maison à Wambrechies.
Croix porte : « d'argent, à la croix d'azur » tandis que du Metz, dite "de Croix" porte : « écartelé, en 1 et 4, d'or, au franc canton de gueules » (qui est du Metz), en 2 et 3, d'argent, à la croix d'azur (qui est de Croix). Cet écartelé est celui d'Isabelle ou Mathilde de Croix héritière de Croix et de Flers, épouse en secondes noces Guillaume, seigneur du Metz ; celui-ci abandonnera ensuite son nom au bénéfice de celui de Croix du Metz, écartelant ses armes de celles de Croix. (sceaux 1404, Archives du Nord Capellenie de Lille Demay n° 1327 et sceau 1428 Cour Amoureuse n° 340) ;
- Claire de Croix, Dame de Wambrechies, de Lesquin et la Motte, épouse v. 1526 à Lille, Philippe de Haynin et lui apporte la seigneurie de Wambrechies qui restera deux siècles et demi dans la maison de Haynin.
- Louis Joseph de Broide, fils d'Henri de Broide, seigneur de Gondecourt, Beauffremez, Hellemmes, Escobecques, et de Marie Jeanne Fauconnier (1638-1707), est chevalier, seigneur d'Escobecques, Wambrechies, Pérenchies; baptisé à Lille le 16 janvier 1684, il meurt à Lille le 21 août 1775, célibataire[28].

On cite également en décembre 1697, Nicolas-François Faulconnier, écuyer, en tant que seigneur de Wambrechies (il était probablement seigneur d'un fief sur Wambrechies).

### Fief des Wazières
À côté de la seigneurie de Wambrechies, principale seigneurie de la paroisse, existaient plusieurs fiefs secondaires dont le détenteur pouvait également se qualifier de seigneur. Ce fut le cas du fief des Wazières qui va être détenu sur une longue période par les descendants de la famille de Fourmestraux, bourgeois de Lille.
- André Ier de Fourmestraux des Wazières, du nom de son fief de Wambrechies, est le fils de Jean de Fourmestraux, bourgeois de Lille et de Philipotte Delobel. André est seigneur du Petit Gellebrouck et des Wazières, bourgeois de Lille le 27 avril 1589 sur requête, échevin et conseiller de Lille. Il meurt le 13 décembre 1609. Il a épousé Anne de Kesselers, morte le 27 décembre 1623, fille de Georges et d'Helwige van Asbuch[30].
- André II de Fourmestraux des Wazières, marchand, succède à son père André Ier dans la seigneurie des Wazières. Il est également seigneur de Beaupré sur Haubourdin. André II est bourgeois de Lille le 3 avril 1603, échevin, rewart (gestion de l'ordre en ville), mayeur de Lille. Anobli par lettres données à Madrid le 3 novembre 1623, il passe chevalier le 31 mars 1642 et meurt le 7 mai 1660. Il prend pour femme à Lille le 17 novembre 1602 Jeanne Deliot, fille de Guillaume et d'Antoinette du Hot. L'épouse meurt le 29 avril 1648[31].
- Jean André de Fourmestraux des Wazières (1612-1677), écuyer, succède à son père André II dans la seigneurie des Wazières. Il détient également la seigneurie du Vert-Bois à Bondues. Jean André nait à Lille en août 1612 (baptisé le 24 août 1612), accède à la bourgeoisie de Lille le 9 juillet 1639, est créé chevalier en décembre 1641. Il obtient le 18 février 1662 la permission de s'appeler des Wazières , nom qui devient ensuite de Wazières. Il fait construire le château du Vert-Bois. à Bondues. Il meurt à Lille le 14 janvier 1677. Il épouse à Lille le 24 mai 1639 Marie de Kessel, fille de Philippe, chevalier, seigneur de Milleville, et de Madeleine d'Appeltern. Marie de Kessel meurt le 4 août 1694. Le couple est inhumé dans la chapelle des Frères mineurs de Lille[32].

### Depuis la Révolution française
Au XIXe siècle furent édifiés les principaux monuments actuels de la ville (château de Robersart, église Saint-Vaast, office du tourisme). Wambrechies va connaître son essor industriel notamment avec la linière Vandenbosch fondée en 1902 ; située sur la rive droite de la Deûle, elle fut la plus grosse filature de lin de Wambrechies du début du xxe siècle et est un constituant de la société Linière de Wambrechies créée en 1922.
La première communauté du Nord du mouvement Emmaüs ouvre à Wambrechies en 1954, il s'agit d'une des premières en France. Elle est directement liée à l'action de Jean Deroubaix, appelé plus tard « le capitaine Jean », industriel de Ronchin qui entend l'appel au secours de l'abbé Pierre du 1er février 1954, gagne Paris au lieu de se rendre aux sports d'hiver comme prévu, constate le formidable élan de solidarité suscité par le cri sur les ondes et décide de faire quelque chose dans le Nord. Recherchant un terrain, il se voit proposer par l'armée l'achat d'un fort déclassé de la Redoute à Wambrechies. Le site n'est qu'un amas de terre, d'herbes folles, de buissons, avec des blockhaus demi-enterrés et de la boue lorsqu'il pleut. Les premiers occupants, à partir du 4 octobre 1954, campent sous la tente ou sur de la paille dans les blockhaus puis le site se pérennise, se développe sur plus de 15 hectares, construit en dur, se modernise, ouvre un magasin de revente des objets récupérés, devient une véritable entreprise de récupération, remise en état, revente, qui fait vivre autour de 60 personnes.
Dans le milieu des années 1980, la Deûle fut élargie pour permettre le passage de péniches au grand gabarit. Ces travaux furent à l'origine du renouveau actuel du centre-ville.

### Héraldique
| Armes de Wambrechies | Les armes de la commune de Wambrechies se blasonnent ainsi : D'or, à la croix engrêlée de gueules.[réf. nécessaire] |

## Politique et administration

### Liste des maires
| Période         | Période        | Identité                       | Étiquette | Qualité |
| --------------- | -------------- | ------------------------------ | --------- | --- |
| 1789            | septembre 1790 | Hipolitte Delporte             |           | |
| 1790            | an X           | Noël Vandamme                  |           | |
| an X            | an XI          | Théodore Cornille              |           | |
| an XII          | an XIV         | Antoine Louis Joseph Cornille  |           | |
| 1807            | avril 1813     | Antoine Louis Joseph Cornille  |           | |
| avril 1813      | février 1832   | Obert Martel Vicomte de Quiévy |           | |
| février 1832    | décembre 1842  | Ignace François Flory          |           | |
| février 1844    | septembre 1846 | Jean-Baptiste Catry            |           | |
| novembre 1846   | décembre 1866  | Obert Martel Vicomte de Quiévy |           | |
| janvier 1867    | mars 1869      | Louis Guérin                   |           | |
| octobre 1870    | juin 1885      | Jean Baptiste Sénelar          |           | |
| juin 1885       | juillet 1885   | Henri Claeyssens               |           | |
| juillet 1885    | 1889           | Gustave Delos                  |           | |
| 1889            | 1900           | Narcisse Valois                |           | |
| mai 1900        | juin 1918      | Louis Cavle                    |           | |
| décembre 1919   | mai 1925       | Jean Degruson                  |           | |
| mai 1925        | septembre 1944 | Gaston Picavet                 |           | |
| septembre 1944  | février 1955   | Germain Marquillies            |           | |
| mars 1955       | septembre 1968 | Henri Catteau                  |           | |
| septembre 1968  | mars 1971      | Amédée Lictevout               |           | |
| mars 1971       | mars 1989      | Gérard Leroy                   |           | |
| mars 1989       | 3 janvier 1994 | Alphonse Bredow                |           | |
| 19 février 1994 | 28 juin 2020   | Daniel Janssens                | DVD       | Technicien des travaux publics de l'État retraité, Vice-président de Lille Métropole Communauté urbaine - LMCU (1995 → 2014), Vice-président de la Métropole européenne de Lille - MEL (depuis 2014) |
| 29 juin 2020    | En cours       | Sébastien Brogniart            | DVD       | |

### Instances judiciaires et administratives
La commune relève du tribunal d'instance de Lille, du tribunal de grande instance de Lille, de la cour d'appel de Douai, du tribunal pour enfants de Lille, du tribunal de commerce de Tourcoing, du tribunal administratif de Lille et de la cour administrative d'appel de Douai.

## Population et société

### Démographie

#### Évolution démographique
L'évolution du nombre d'habitants est connue à travers les recensements de la population effectués dans la commune depuis 1793. Pour les communes de plus de 10 000 habitants les recensements ont lieu chaque année à la suite d'une enquête par sondage auprès d'un échantillon d'adresses représentant 8 % de leurs logements, contrairement aux autres communes qui ont un recensement réel tous les cinq ans,.

En 2022, la commune comptait 10 984 habitants, en évolution de +4,22 % par rapport à 2016 (Nord : +0,51 %, France hors Mayotte : +2,11 %).
| 1793  | 1800  | 1806  | 1821  | 1831  | 1836  | 1841  | 1846  | 1851  |
| ----- | ----- | ----- | ----- | ----- | ----- | ----- | ----- | ----- |
| 3 066 | 3 224 | 3 481 | 3 066 | 3 322 | 3 403 | 3 571 | 3 542 | 3 571 |

| 1856  | 1861  | 1866  | 1872  | 1876  | 1881  | 1886  | 1891  | 1896  |
| ----- | ----- | ----- | ----- | ----- | ----- | ----- | ----- | ----- |
| 3 822 | 3 849 | 3 817 | 3 714 | 3 833 | 4 239 | 4 012 | 4 335 | 4 599 |

| 1901  | 1906  | 1911  | 1921  | 1926  | 1931  | 1936  | 1946  | 1954  |
| ----- | ----- | ----- | ----- | ----- | ----- | ----- | ----- | ----- |
| 4 914 | 4 634 | 4 602 | 4 057 | 4 423 | 4 693 | 4 894 | 4 984 | 5 281 |

| 1962  | 1968  | 1975  | 1982  | 1990  | 1999  | 2005  | 2006  | 2011  |
| ----- | ----- | ----- | ----- | ----- | ----- | ----- | ----- | ----- |
| 6 031 | 5 845 | 7 894 | 8 152 | 8 250 | 8 552 | 9 414 | 9 841 | 9 705 |

| 2016   | 2021   | 2022   | - | - | - | - | - | - |
| ------ | ------ | ------ | - | - | - | - | - | - |
| 10 539 | 10 798 | 10 984 | - | - | - | - | - | - |

#### Pyramide des âges
La population de la commune est relativement jeune.
En 2018, le taux de personnes d'un âge inférieur à 30 ans s'élève à 35,2 %, soit en dessous de la moyenne départementale (39,5 %). À l'inverse, le taux de personnes d'âge supérieur à 60 ans est de 24,4 % la même année, alors qu'il est de 22,5 % au niveau départemental.
En 2018, la commune comptait 5 214 hommes pour 5 643 femmes, soit un taux de 51,98 % de femmes, légèrement supérieur au taux départemental (51,77 %).
Les pyramides des âges de la commune et du département s'établissent comme suit.
| Hommes | Classe d’âge | Femmes |
| ------ | ------------ | ------ |
| 0,4    | 90 ou +      | 1,5    |
| 6,4    | 75-89 ans    | 8,6    |
| 15,7   | 60-74 ans    | 16,1   |
| 19,5   | 45-59 ans    | 19,2   |
| 21,2   | 30-44 ans    | 20,9   |
| 16,5   | 15-29 ans    | 15,6   |
| 20,4   | 0-14 ans     | 18,1   |

| Hommes | Classe d’âge | Femmes |
| ------ | ------------ | ------ |
| 0,5    | 90 ou +      | 1,4    |
| 5,3    | 75-89 ans    | 8,1    |
| 14,8   | 60-74 ans    | 16,2   |
| 19,1   | 45-59 ans    | 18,4   |
| 19,5   | 30-44 ans    | 18,7   |
| 20,7   | 15-29 ans    | 19,1   |
| 20,2   | 0-14 ans     | 18     |

## Activité économique et vie locale

### Activité économique

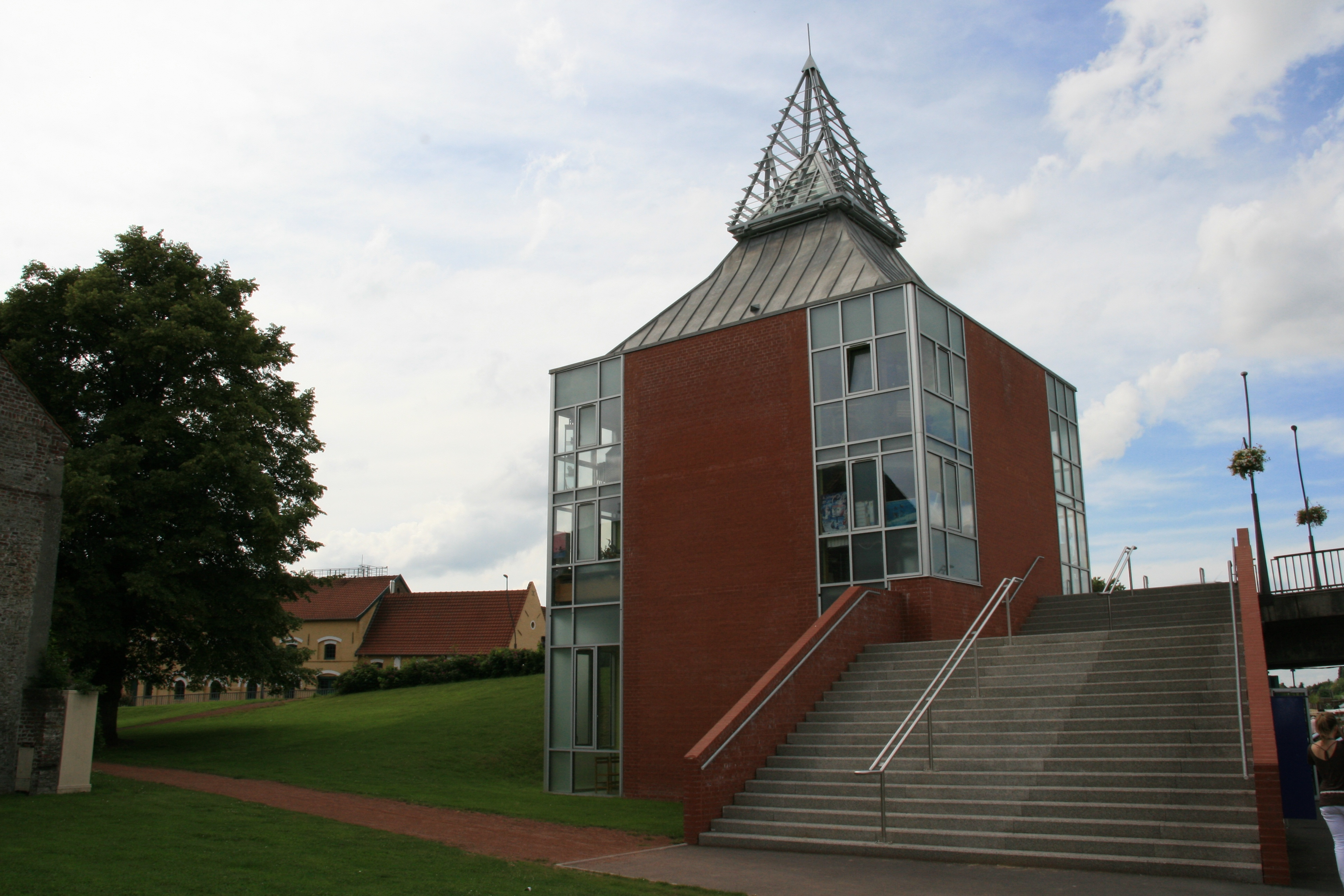
La capitainerie a été inaugurée en 2006.

Par sa situation géographique sur la Deûle et à la limite nord de l'agglomération lilloise, bien desservie par la rocade Nord-Ouest à sa frontière sud, son activité économique est à la fois marquée par 
- l'activité rurale avec nombre d'établissements agricoles (céréales, pommes de terre, horticulture),
- les entreprises avec cinq zones d'activité :
  1. Eco Park ;
  2. Le village des voiles ;
  3. Le parc du chat ;
  4. Le Synergie Park du moulin ;
  5. La Becquerelle,
- une zone portuaire et un port de plaisance sur la Deûle aménagée.

Chaque dimanche, un marché local se tient sur l'avenue de Robersart.

### Vie locale
Près d'une centaine d'associations (sportives, économiques, caritatives, touristiques, historiques ou de loisirs) sont actives sur la commune.

#### Associations sportives
- Athlétisme : Athlétique Club de Wambrechies
- Badminton : Badminton Wambrechies Marquette
- Basket : Jeunesse de Wambrechies Basket
- Cyclisme : ECWM (Espoir Cycliste Wambrechies Marquette)[46]
- Danse : De Klompjes (association de danses folkloriques flamandes), Pointes & Jazz (danse classique et modern'jazz)
- Football : FCW (Football Club Wambrechies)
- GRS : Gym Club de Wambrechies
- Handball :
- Pétanque : La boule de Wambrechies
- Taekwondo :
- Tennis : Tennis Club de Wambrechies
- Tennis de table : CAFP Wambrechies[47].
- Yoga :

#### Associations à caractère social
- International : Pérou Peuples Jeunes (PPJ) soutien de projets dans les bidonvilles du Pérou
- Réfugiés : Wambrechies Entraide Réfugiés (WER) soutien et accompagnement local des demandeurs d'asile

#### Associations de culture et loisirs
- Bibliothèque associative
- Chorale :
- Danse : De Klompjes (association de danses folkloriques flamandes)
- Généalogie : G.G.R.N. : Groupement Généalogique de la Région du Nord[48]
- Jardinage / Agro-écologie : Les Cultivateurs de Liens
- Jeux de Rôle : Les irrécupérables du jeu de rôle
- Photographie :
- Scoutisme :
- Théâtre :

#### Associations économiques et touristiques
- Commerçants : Wambrechies Action Commerce

#### Associations historiques
- Anciens combattants : Union nationale des combattants
- Patrimoine : Sauvegarde du Château de Robersart et Wambrechies Historique, Amis du Genièvre, Livre et Typographie

#### Associations scolaires
- Parents d'élèves : parents d'élèves du groupe scolaire Pasteur/Ségur,

Une braderie traditionnelle a lieu à l'occasion des Fêtes de Robersart, le week-end de Pentecôte.
Comme dans beaucoup de communes du Nord de la France, la Fête des allumoirs, en octobre, annonce la diminution des jours par un défilé nocturne de toute la population portant des allumoirs pour éclairer la nuit.
Tous les deux ans, les années paires, ont lieu, en septembre, les Rencontres des Activités et des Associations pour présenter le tissu associatif wambrecitain.

## Lieux et monuments

### L'hôtel de ville

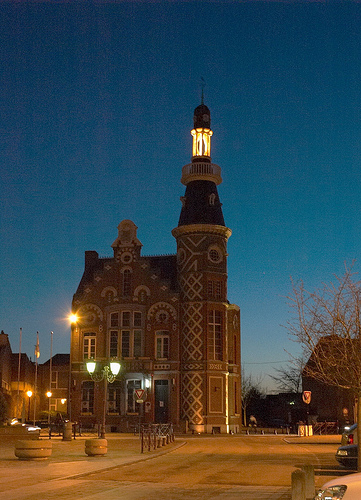
Hôtel de ville. Construit en 1868, il a hébergé l'Office du tourisme du Val de Deûle.

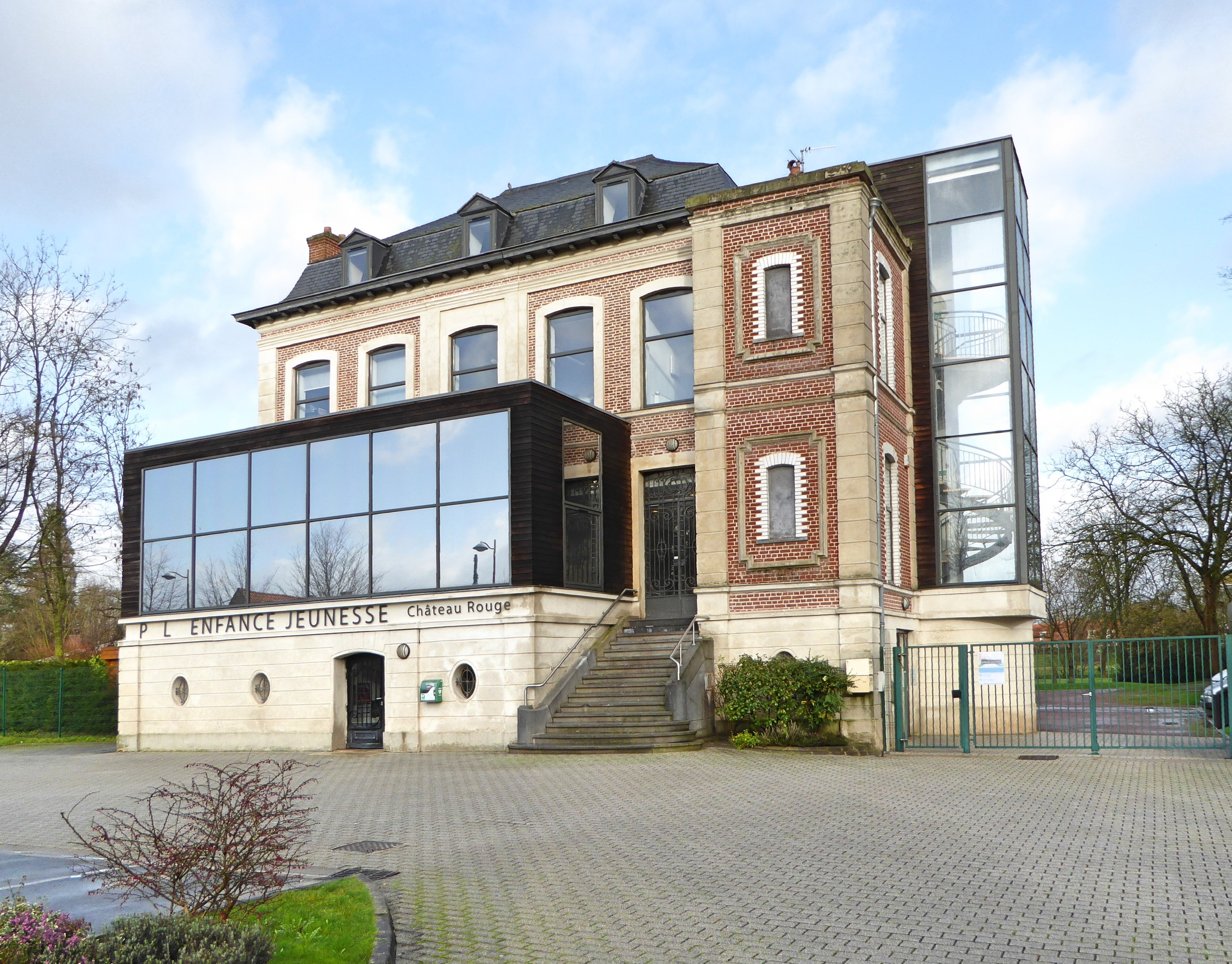
La mairie et le CCAS transférés au château Rouge depuis novembre 2022

Construit en 1868, de style néoflamand du Second Empire, ce bâtiment est situé sur la place centrale de Wambrechies. Ancien hôtel de ville, il a hébergé l'Office du tourisme. Sa façade en pas de moineau, est construite en briques de couleurs. Les armoiries du Vicomte et de Napoléon III sont apposées sur la façade. Le beffroi mesure 27 mètres et abritait un pigonnier et le chemin de ronde qui permettait d'observer les alentours.

### Le château de Robersart

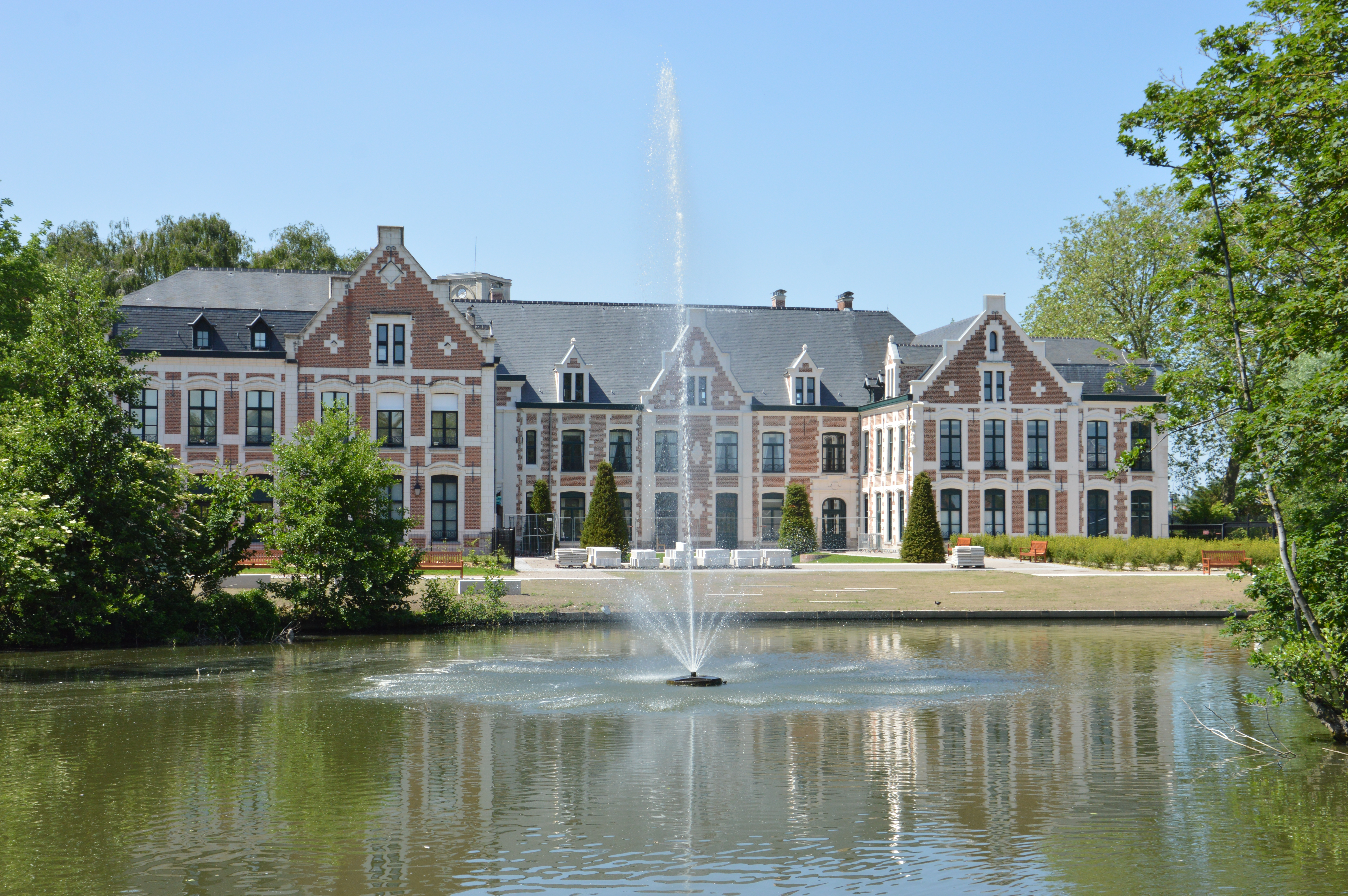
Le château de Robersart.

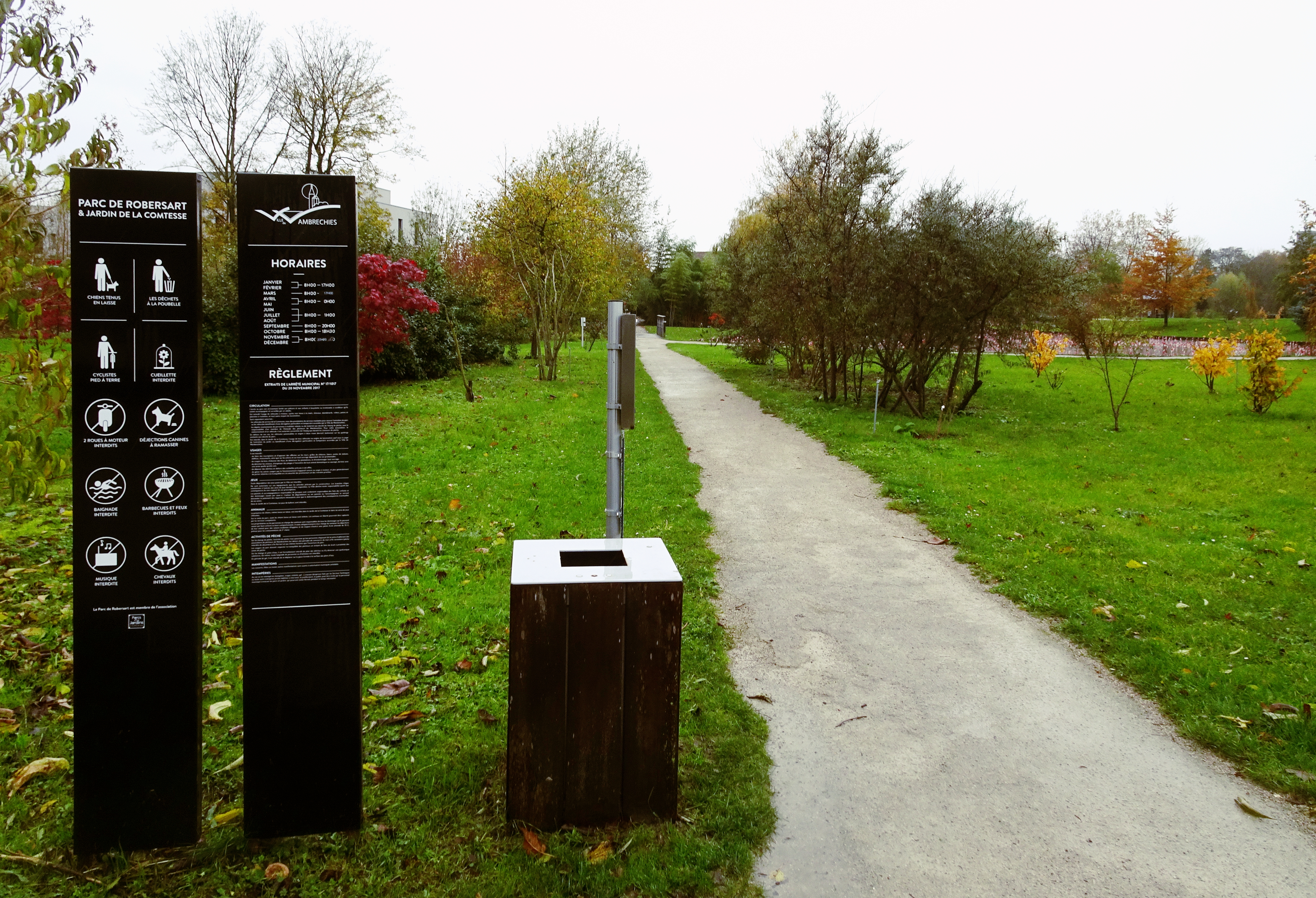
Entrée du parc du château de Robersart.

Le site du château, dans le centre-ville de Wambrechies, a été le lieu de résidence des seigneurs de la ville dès le Xe siècle.
À l'origine, il s'agit du château de Leuringhien bâti au XIIIe siècle.
Le château est un bâtiment en forme de « U » de style Renaissance.
Le terrain mouvant en proximité de la Deûle provoqua le pourrissement des pilotis et l'effondrement total de ce dernier au XVIIe siècle.
En 1760, Louis Joseph de Broide, seigneur de Wambrechies, a commandé sa reconstruction.
Deux générations plus tard, en 1810, le vicomte de Quiévy, figure historique de Wambrechies, rachète le château afin de clore une succession compliquée. Maire de la commune pendant presque quarante ans, il procède à de nombreux aménagements.
À partir de 1866, la comtesse Juliette de Robersart, nièce du Vicomte Obert de Quiévy, hérite du domaine et devient la dernière châtelaine de Wambrechies. Délaissé, le château se dégrade : l'avancée de style Renaissance finit même par s'effondrer en 1900, année de la mort de Juliette. Le notaire Valois, ami et exécuteur testamentaire de la comtesse, finit par léguer officiellement la demeure à la paroisse de Wambrechies en 1926.
Avec la loi sur la laïcité de Jules Ferry, l'école libre de garçons s'y est aussi installée vers 1908 jusqu'en 1959. Les douves sont comblées pour garantir la sécurité des enfants. La toiture est refaite en 1950.
En 1971, une équipe de jeunes Wambrecitains, soutenue par l'association Sauvegarde du Château de Robersart, recreuse les douves.
La paroisse cède le château à la municipalité en 1982 pour un franc symbolique et dès 1983, des travaux de restauration commencent : des pieux en béton enfoncés à quinze mètres de profondeur stabilisent le bâtiment.
L'aile gauche est rénovée en 1992. En 1997, une explosion au gaz endommage à nouveau fortement l'aile droite, obligeant à la reconstruire entièrement avec un léger agrandissement en 1988 et 1999.
À partir de 1998, une partie des locaux a été attribuée au musée de la Poupée et du Jouet ancien.

### Le musée de la Poupée et du Jouet ancien
Musée de la Poupée et du Jouet Ancien de Wambrechies 
Il est hébergé depuis 1998 dans le château de Robersart. En 2005, Noëlle Louly fait donation de sept cents poupées d'art au musée.

### L'église Saint-Vaast

#### L'ancienne église
Cette église du XIVe siècle était une hallekerque, courante en Flandres, à trois nefs avec un clocher massif trapu (voir Saint-Vincent de Marcq-en-Barœul).
Elle fut incendiée le 15 août 1581, pendant les guerres de religion, par les Hurlus de la garnison protestante de Menin.
L'église fut rebâtie et restaurée de nombreuses fois.

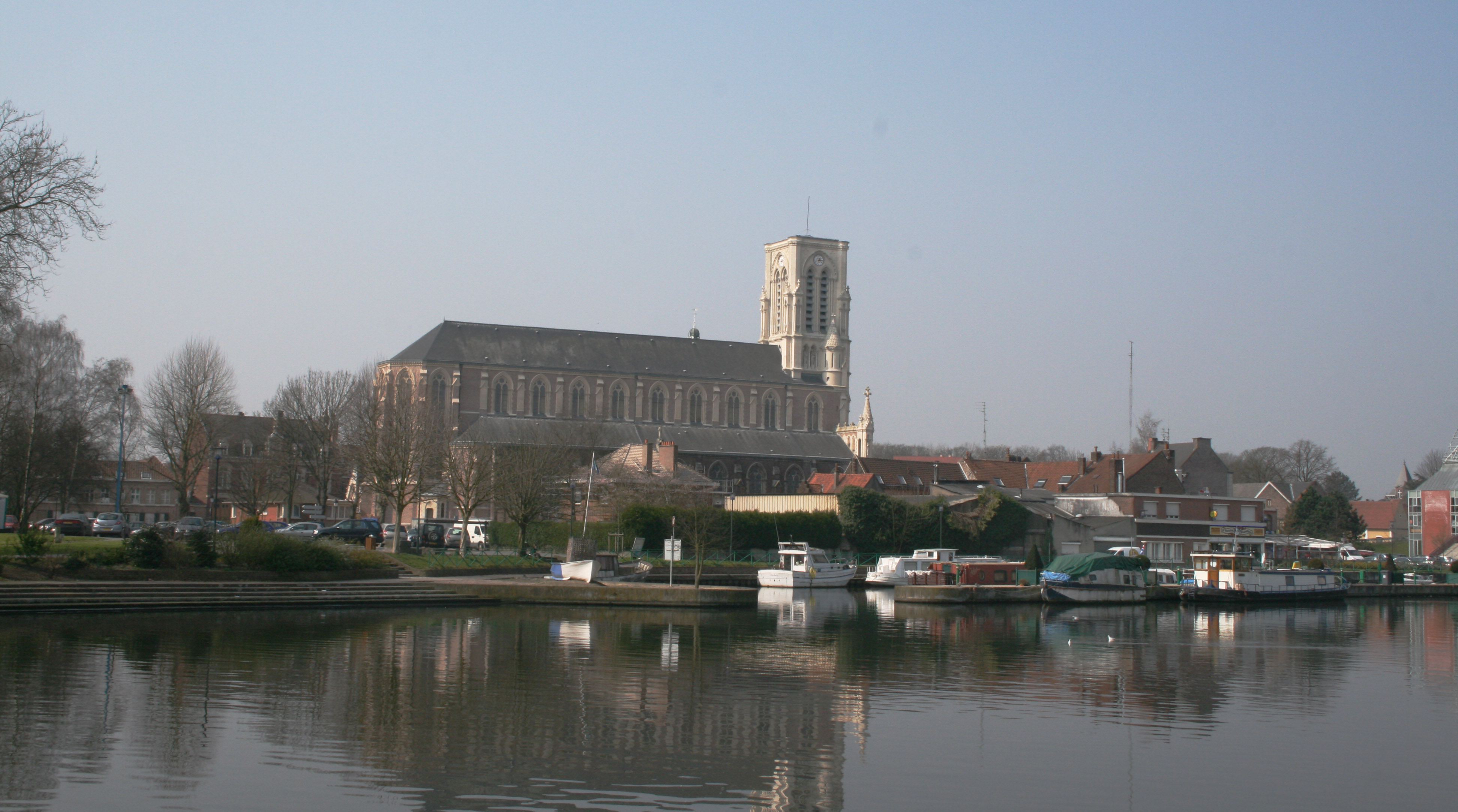
L'église de Wambrechies.

#### L'église actuelle
En 1852, le vicomte Martel Henri Obert de Quévy, maire, décida de reconstruire une nouvelle église.
Ce fut l'occasion d'une refonte complète du centre-ville et de l'hôtel de ville.
En 1859, l'architecte lillois Charles Leroy fut désigné pour bâtir ce nouvel édifice (il sera aussi l'architecte de la cathédrale Notre-Dame-de-la-Treille à Lille).
Le chantier se déroula de 1859 à 1868. Le 5 mars 1932, l'église fut consacrée et dédiée à saint Vaast.
De style néogothique, son plan est simple : une nef avec deux bas-côtés. L'entrée est surmontée d'un clocher couronné d'une flèche (aujourd'hui disparue) dont quatre petites flèches marquent les angles. La façade est soulignée par trois arcades en ogive profonde ; au-dessus une rosace surmontée d'une galerie et de l'étage immense, réservé aux cloches. L'intérieur, dont la nef est divisée en trois niveaux (grandes arcades, tribunes, fenêtres hautes), est orné de boiseries sculptées recouvrant les murs des bas-côtés.
Dans la nuit du 13 novembre 1940, la flèche du clocher s'écroula sur la place après avoir été déboulonnée par les Allemands, celle-ci faisant obstacle aux décollages des avions de l'aérodrome de Bondues. Elle ne fut pas reconstruite.
Depuis 2004, une restauration complète de l'extérieur et des vitraux était en cours.
Cette restauration est achevée et a donné lieu à une inauguration le 9 décembre 2007 par un concert en l'Église et par son illumination.

### Les petits édifices religieux
Répartis sur l'ensemble du territoire de la commune, plusieurs petits édifices religieux témoignent de la spiritualité catholique des habitants.
- Le calvaire Saint-Jacques - il est édifié en 1830 en remplacement d'une ancienne croix de grès détruite pendant la révolution française. Il est restauré en 1999.
- La grotte Notre-Dame de Lourdes - Elle est édifiée en 1958.
- La chapelle Notre-Dame de Grâce -  aussi nommée "chapelle du Cliquennois". De style néo-classique, elle est édifiée en 1834 par la famille Lefebvre de Lattre.
- La chapelle Notre-Dame de Lourdes - aussi nommée "chapelle du Bihamel" ou encore "Chapelle Coekelaer" du nom du cultivateur et marchand de lait, ancien conseiller municipal, qui l'a fait édifier en 1920. Elle a été entièrement restaurée par sa propriétaire en 2022[49].
- La chapelle Notre-Dame des Moissons - Construite en 1961, la statue de Vierge à L'enfant qu'elle contient provient de l'ancienne chapelle du château de Robersart.
- La chapelle Notre-Dame des Sept Douleurs - édifiée en 1857 par le Vicomte Obert en mémoire de son épouse.
- La chapelle Notre-Dame de la Treille - aussi nommée "chapelle Catry", elle est édifiée en 1855 en mémoire de Jean-Baptiste Désiré Catry, ancien maire de la commune. Détruite pendant la première guerre mondiale, elle est reconstruite en 1920
- La chapelle Sainte Anne - Aussi nommée "chapelle de la Vigne" , car située au hameau de la Vigne, elle a été édifiée en 1890. Une première chapelle aurait été édifiée au même emplacement en 1502. Longtemps laissée à l'abandon à la suite de deux accidents de circulation (elle est située à un croisement de routes ou chemins), sa rénovation est en cours en 2021, à la fois par ses propriétaires et par les habitants du hameau. Elle contenait initialement une statue en bois polychrome de Sainte Anne datant sans doute du XVIIIe siècle et un crucifix du XIXe siècle, les deux objets étant désormais en lieu sûr[50].
- La chapelle Sainte Thérèse - Aussi nommée "chapelle de la Vierge au Sourire" - elle a été édifiée en 1956

### Ladistilleriede genièvre Claeyssens

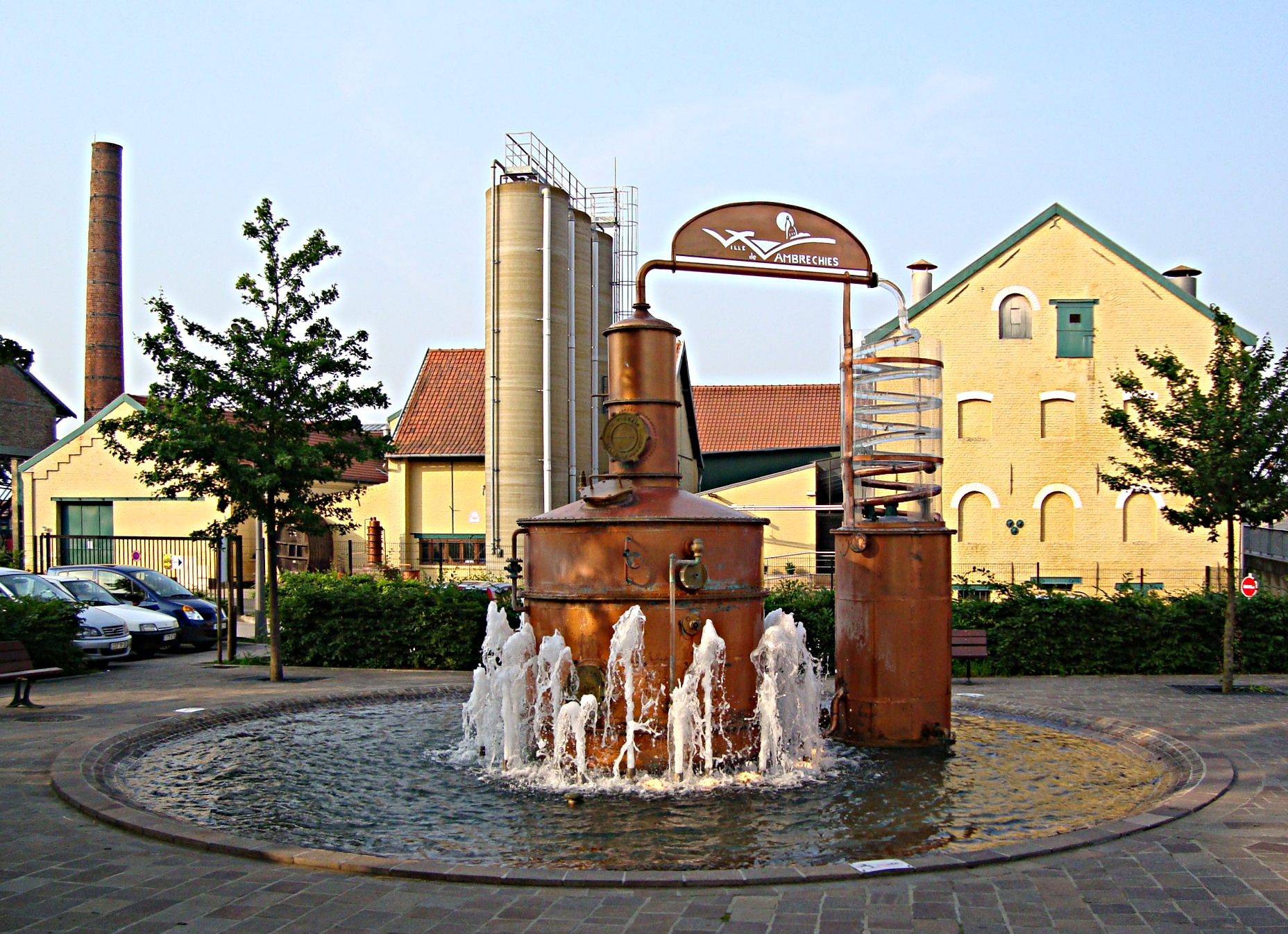

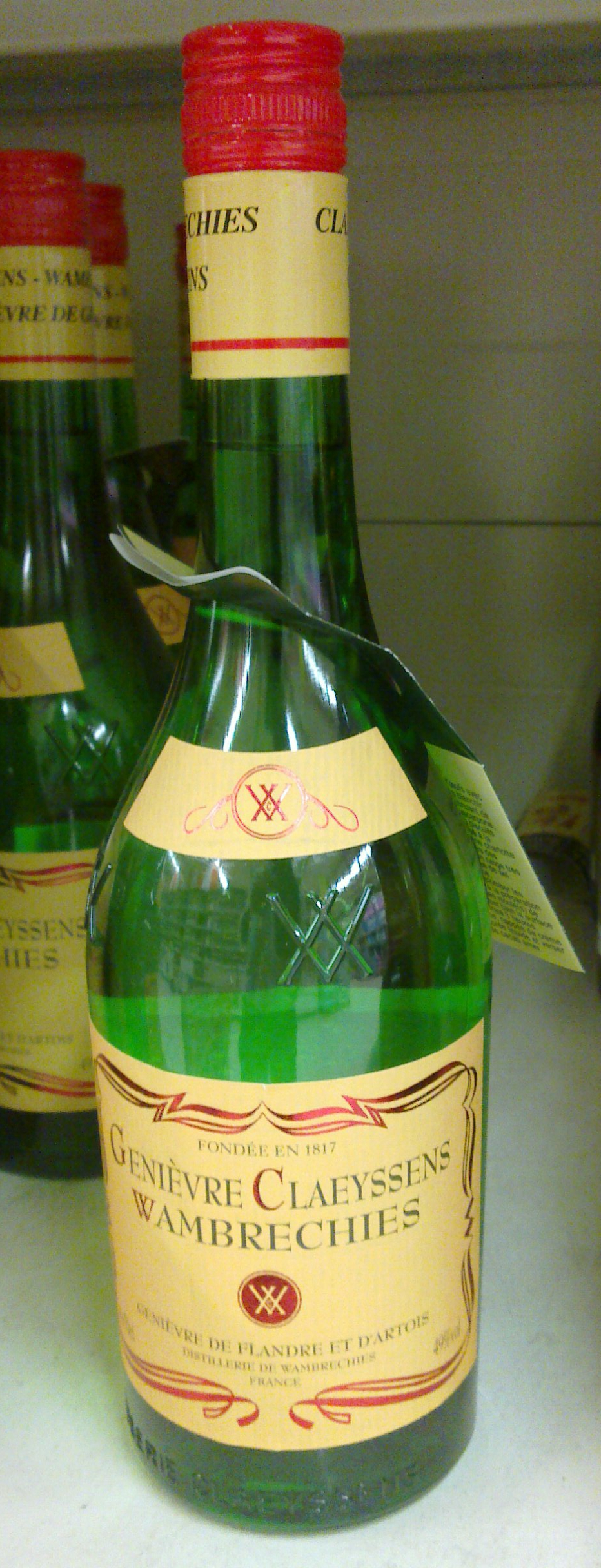

Occupé depuis 1517, le site était au départ un simple moulin à eau, aux multiples fonctions (moulin à blé, moulin à drap, scierie de bois brésil…). En 1789, Guillaume Claeyssens arrive à Wambrechies et fonde une huilerie sur le site.
Dans des bâtiments des XVIIIe – XIXe siècles, classés monuments historiques, la distillerie Claeyssens commence en 1817 à fabriquer, selon une méthode ancestrale, un alcool de grains (seigle et orge maltée) de qualité et réputé qui a pris le nom de la commune : le genièvre. C'est aussi l'une des rares distilleries de genièvre d'Europe. La distillerie est toujours en activité et se visite.
Parmi les bâtiments de la distillerie, mais situé à l'écart, une malterie est également inscrite aux monuments historiques.

### La filature de linLa Linière de Wambrechies

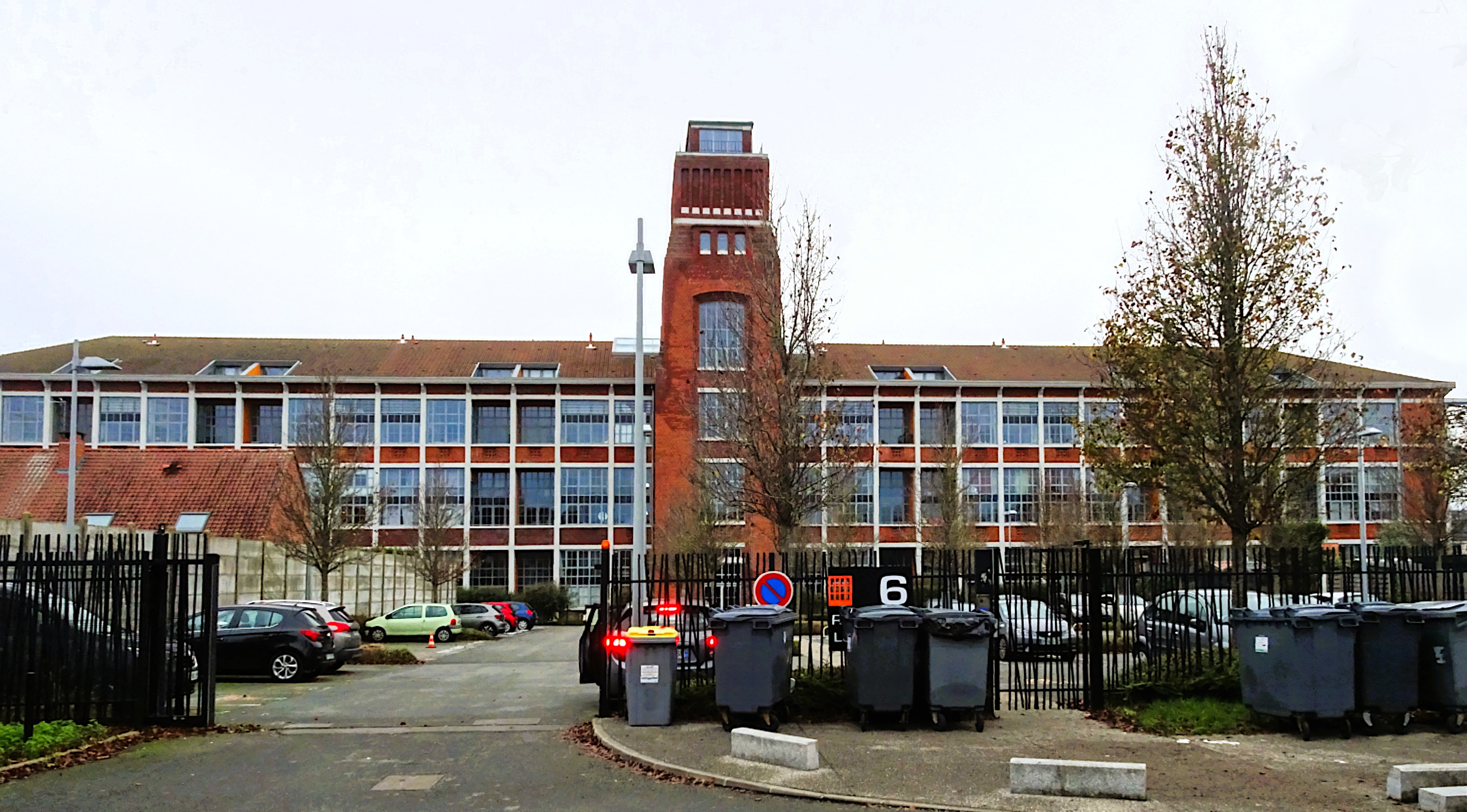
La Linière

Construite de 1925 à 1927 par l'architecte André Granet, elle met en œuvre la technique alors nouvelle du béton armé qui permet de réaliser six plateaux de 600 m2. La tour centrale abrite le château d'eau et les dynamos. Désaffecté, le bâtiment est inscrit aux monuments historiques en 2000.

### Le port de plaisance

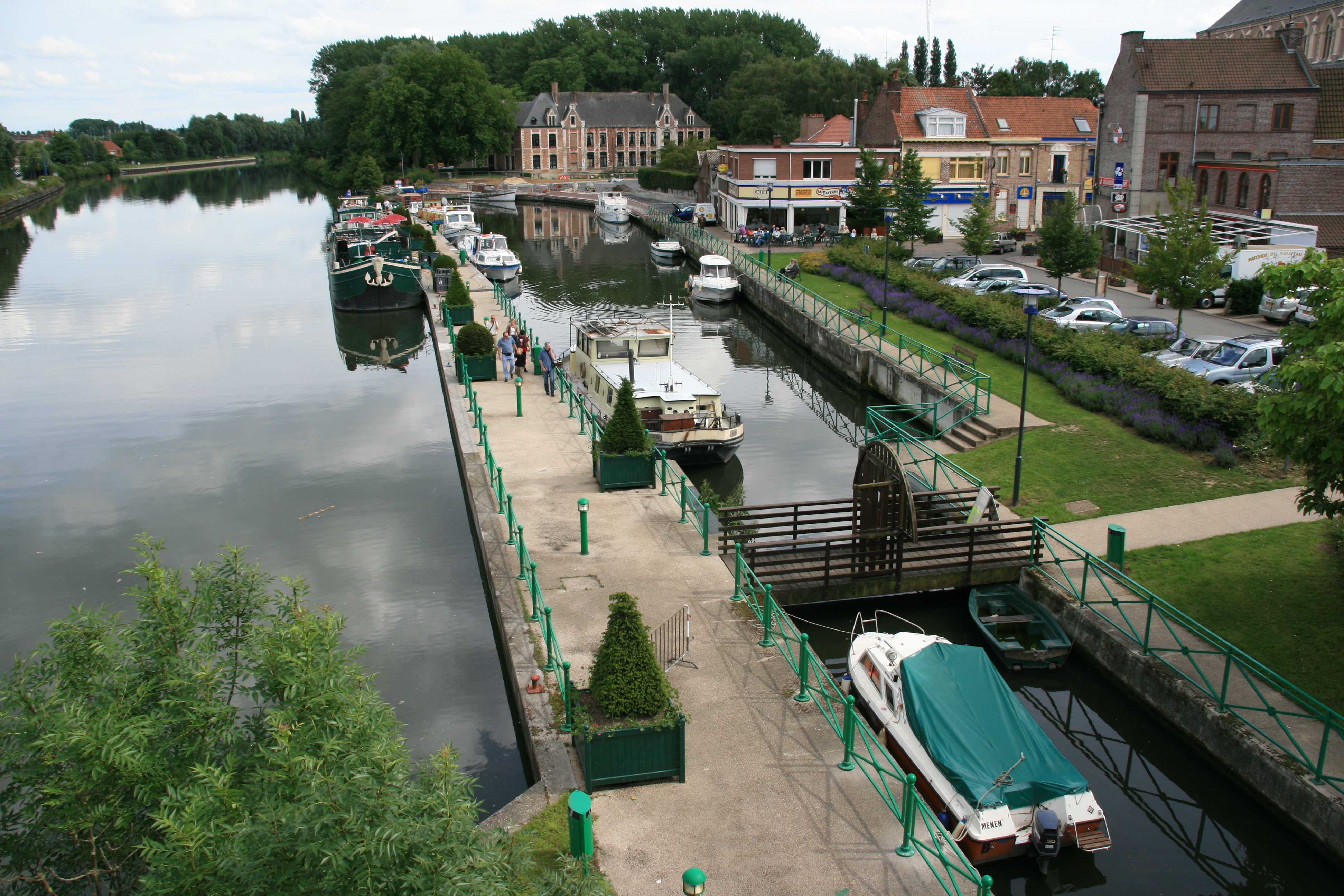
Le port à proximité du château

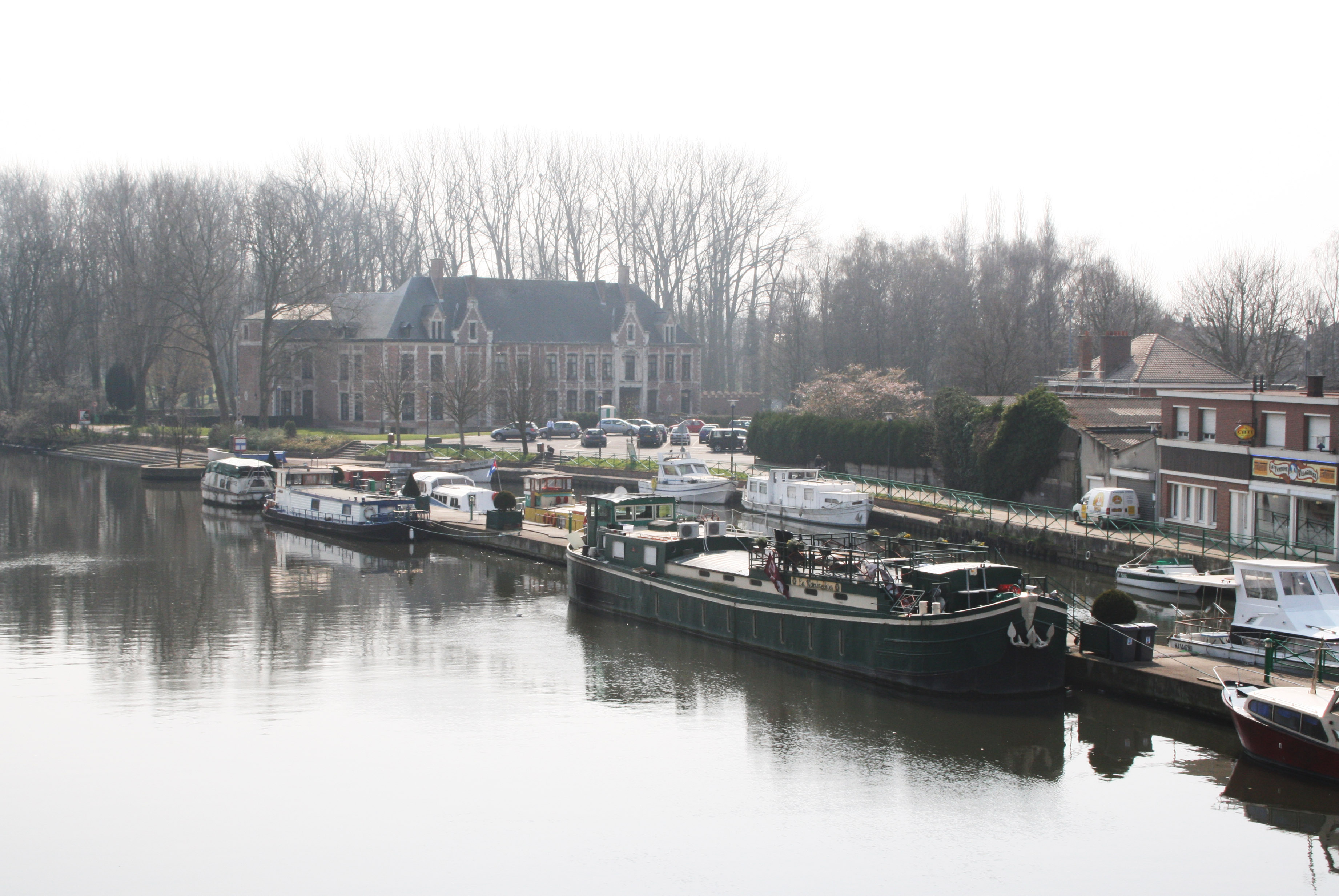
Le port fluvial de Wambrechies

En raison de l'élargissement de la Deûle nécessaire pour la circulation de péniches à grand gabarit, un pont fixe remplaça le vieux pont-levis en juillet 1984. Quelques années plus tard, l'aménagement en fit un petit port de plaisance.
La capitainerie a été inaugurée en 2006.

### Le tramway touristique de la vallée de la Deûle
Le tramway touristique de la vallée de la Deûle est Créée et animée par l'Amitram (association loi de 1901), la ligne de tramways anciens a le projet de relier Lille et Quesnoy-sur-Deûle. La ligne parcourt aujourd'hui Marquette-Wambrechies.

### Le château du Cliquenois
Le hameau du Cliquennois est situé à l'extrémité Sud-Ouest de la commune de Wambrechies, vers Lompret. Le château semble dater du XVIIe siècle. En briques et en pierres, son architecture rappelle celle qui fleurit à Lille après la conquête de Louis XIV.
En 1480 meurt Jean d'Ostende, seigneur de Marcot et de l'Épinette à Wambrechies, puis seigneur du Cliquenois. Passé à la famille Lefebvre de Lattre, il passa par mariage à la famille Le Mesre de Pas.

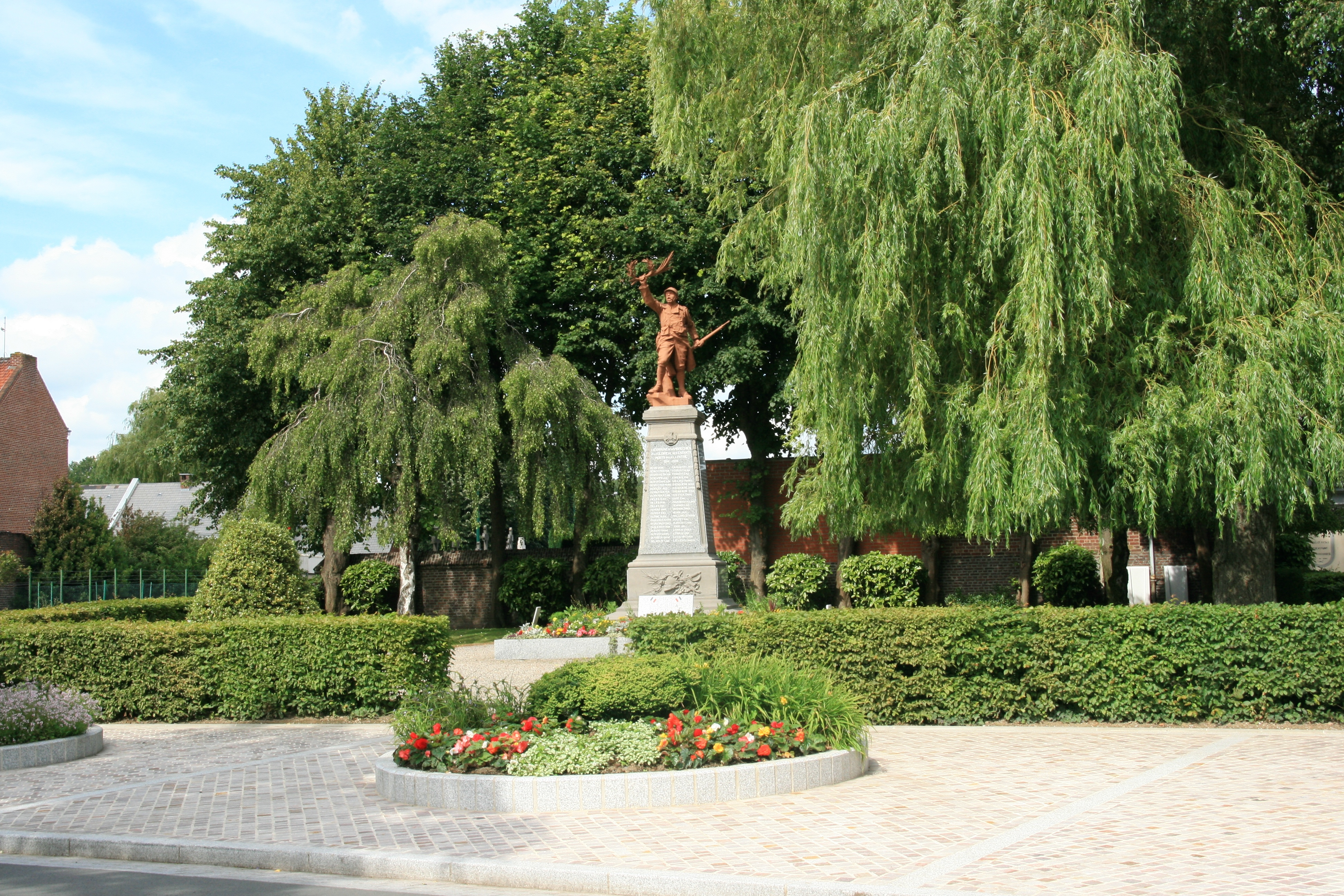
La rue du Quesnoy : hommage aux anciens combattants

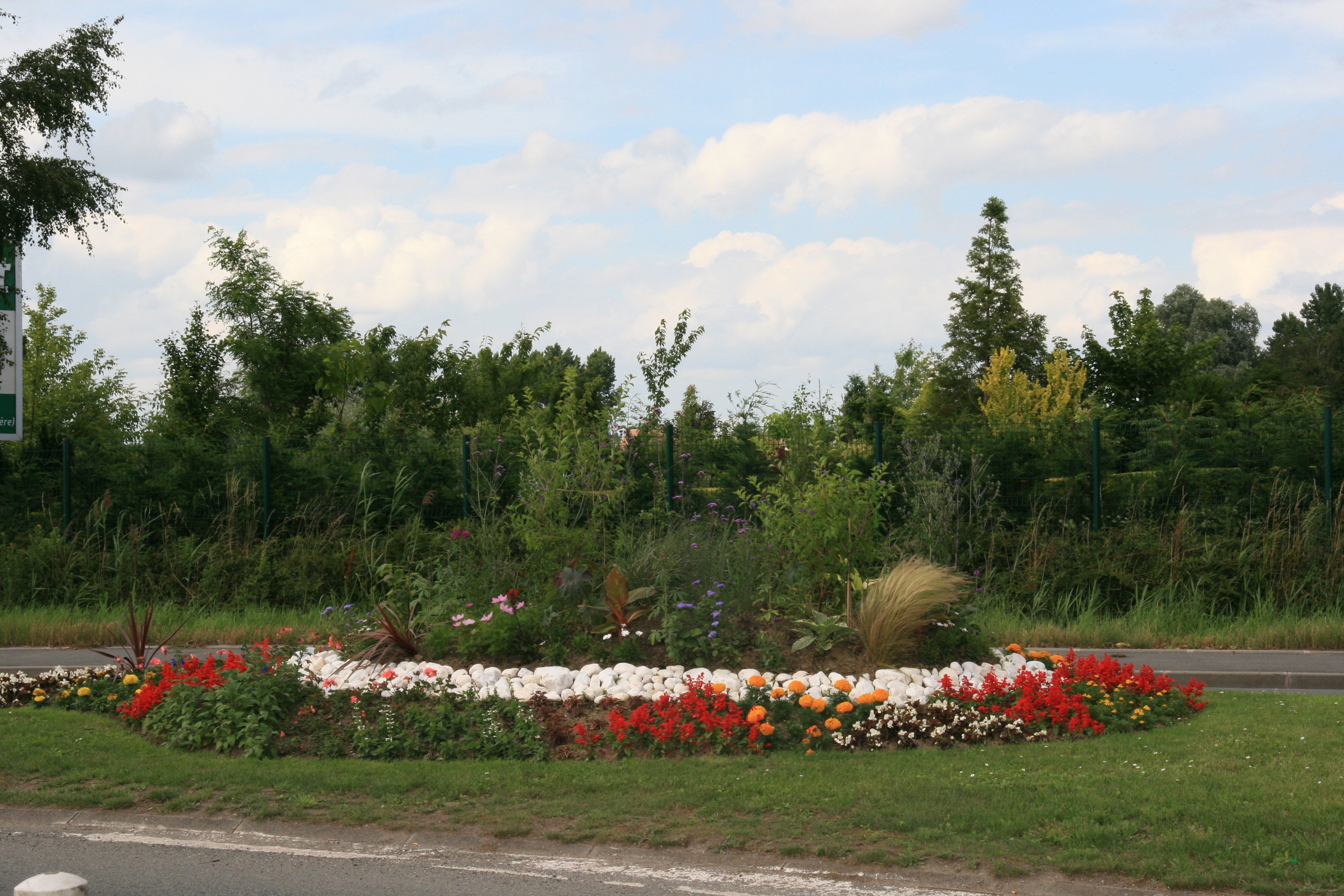
Wambrechies, ville fleurie

### Le fort du Vert Galant
Ce fort fut bâti en 1879 par le Général Séré de Rivières.
C'est en ce lieu que furent fusillés par les Allemands quatre-vingt-douze antinazis entre le 4 octobre 1941 et le 15 décembre 1942. Trente-cinq le furent dans la seule journée du 14 avril 1942,.
Le 2 septembre 1944, un groupe de FFI attaque une colonne allemande en retraite, à proximité du fort du Vert-Galant à Wambrechies. Aujourd’hui, une plaque est installée à Wambrechies, rue de la Résistance, pour honorer la mémoire des 4 Wambrecitains tués au cours des combats de la Libération.
Le fort a été racheté en 2009 par la ville de Wambrechies pour en faire un site d'animations culturelles inauguré en 2013.

### Stolpersteine
Afin de rendre hommage aux victimes du nazisme, les Stolpersteine ou pavés de mémoire sont installés dans le trottoir devant leur dernier domicile. À l'initiative de l'association Stolpersteine Nord-Pas-de-Calais deux pavés ont été posés pour rendre hommage aux résistants déportés  : 
- Kléber Mélet au 25, rue de Marquette.
- Maurice Dechaumont au 56, rue du général Leclerc.

### La pharmacie Roye-Caenevet
Inscrite sur la liste complémentaire des monuments historiques, la pharmacie située sur la place centrale (place du Général de Gaulle) date de la fin du XIXe siècle et a gardé tout son aménagement d'origine en boiseries, sa porte en vitrail et une collection importante de pots de pharmacie. La pharmacie Roye-Caenevet est toujours en activité, mais en janvier 2013, elle fut déménagée dans la maison voisine grâce à d'importants travaux afin de devenir une pharmacie neuve et moderne participant au rayonnement du centre-ville Wambrecitain. L'ancienne bâtisse deviendra par la suite un musée consacré aux pratiques pharmaceutiques.
L'officine avec son décor de boiseries et sa porte en verre gravé, les vitraux de la cage d'escalier et de la salle à manger sont inscrits au titre des monuments historiques par arrêté du 20 mars 1986.

### Le musée des pompiers
Pendant des années, un musée des pompiers fut abrité dans l'ancienne caserne des pompiers, au pied de l'église. En 2005, il dut déménager à Saint-Étienne, ce bâtiment devant être détruit pour le réaménagement de la place centrale de Wambrechies.

### Le cimetière allemand
Ce cimetière est implanté sur le site de la Dacquerie, promontoire pour l'armée allemande pendant la Première Guerre mondiale. On y trouve un tilleul qui servait d'observatoire sur le front. Il comporte 2655 soldats de confessions différentes et une stèle avec une inscription bilingue.

## Personnalités liées à la commune
- Juliette de Robersart (1824-1900), femme de lettres belge d'expression française.
- Joseph Hentgès (1875-1942), militant communiste, syndicaliste et résistant français fusillé au fort du Vert Galant.
- Michel Brulé (1914-1942), militant communiste et résistant fusillé au fort du Vert Galant.
- Marie-Christine Debourse (1951-), ancienne championne et détentrice des records de France du saut en hauteur et du pentathlon.

## Jumelages
- Kempen (Allemagne) depuis 1972